# Type 96 (missile)
Pour les articles homonymes, voir Type 96.
Le type 96 Multi-Purpose Missile System est un missile antichar/ défense côtière utilisé par la JGSDF. Il s'agit du premier système de missile japonais utilisant une interface complète à commande numérique.

## Histoire
Le développement du système Type 96 a commencé en 1986 par le Commandement de la recherche et du développement au sol de la JGSDF et fabriqué par Kawasaki.

## Description
Le missile Type 96 possède une grosse ogive qui peut détruire les chars d'un coup direct en attaquant par le haut, mais il peut également être utilisé dans un rôle antiaériens contre un hélicoptère ou un drone volant à basse altitude. Les officiers japonais estiment qu'aucun char ne peut survivre à un impact direct sur le point faible de son blindage supérieur par le système de missile polyvalent Type 96. Cela est dû au fait que le missile a frappé le char par le haut, qui n'est pas aussi lourdement blindé que les sections avant et latérales du char. Le missile est guidé par un opérateur doté d'un moniteur d'images infrarouges dans le véhicule. Une fibre optique relie la caméra infrarouge du missile volant et son système de guidage. Il peut également être tiré verticalement et le câble à fibre optique est déroulé depuis l'arrière du missile pendant son vol.
L'ogive est trop puissante pour s'attaquer uniquement à des chars car elle est également conçue pour détruire les péniches de débarquement, LCAC et autres petites embarcations.
Il est conçu pour détruire des cibles éloignées avant un débarquement, telles que des véhicules blindés de combat ou de petits navires de débarquement. Le tireur sélectionne sa cible, l'acquisition de la cible et le guidage automatique se verrouille sur l'image de la cible. Les commandes de suivi sont relayées à l'ordinateur de la station au sol, qui envoie les données de commande de direction via le câble à fibre optique pour guider le missile. Le tireur peut également effectuer un suivi manuel.

## Les opérateurs
- Japon: 37 véhicule (2023)[5]

## Missiles similaires
- ALAS
- 3K60 Bal
- CM-501G

## Voir également
- ALAS (missile)
- A-222 Bereg
- MPM milieu de gamme
- Type 64 TAPIS
- Type 79 Jyu-MAT
- Type 01 LMAT